# Bíró László (politikus)
Bíró László (Mezőcsát, 1977. június 18.) magyar politikus, a Borsod-Abaúj-Zemplén Megyei Közgyűlés tagja. 2008–2022 között a Jobbik tagja volt.

## Életrajz
1977. június 18-án született Mezőcsáton.
Apai ágon római katolikus, anyai ágon református szülők gyermeke. Az általános és szakközépiskolát Tiszaújvárosban végezte. 1999-2000-ben teljesített sorkatonai szolgálatot, ahonnan honvédként szerelt le. Később főállás mellett a Károly Róbert Mezőgazdasági Főiskola hallgatója volt levelező munkarendben.

### Politikai karrier
2008-ban lépett be a Jobbikba. 2010-től a Borsod-Abaúj-Zemplén Megyei Közgyűlés tagja, jelenleg a Pénzügyi és Társadalmi Bizottság alelnöke. 2018-ban a Jobbik jelöltje volt a Borsod-Abaú-Zemplén megyei 6. sz. országgyűlési egyéni választókerületben. Koncz Ferenc (49%) mögött a második helyen végzett 32%-os eredménnyel.
Az ellenzéki pártok döntése értelmében hatpárti, összellenzéki jelöltként indul a 2020-as tiszaújvárosi időközi választáson. A szavazást 2020. október 11-re tűzte ki a Nemzeti Választási Bizottság. 2022. augusztus 19-én kilépett a Jobbik Magyarországért Mozgalomból.

#### Konfliktusok a személye körül
2020 augusztusában került nyilvánosságra, hogy néhány évvel korábban Bíró László a Facebookon kommentjeiben rasszista és antiszemita megnyilvánulásokat tett, többek között Budapestet "judapestnek", egy helyi szálloda izraeli vendégeit pedig "tetűcsúszdásoknak" nevezte. A Magyarországi Zsidó Hitközségek Szövetsége elítélte a kijelentéseit: "A Mazsihisz minden, bármely etnikai, vallási csoport, szexuális kisebbség elleni uszítást egyaránt elítél teljesen függetlenül attól, melyik politikai csoportosuláshoz tartozik az, aki ilyeneket mond."
Bíró László később ezen kijelentéseiért nyilvánosan bocsánatot kért, és azt mondta, amikor azokat a mondatokat írta, apátiában volt, és ezért nem érzékelte szavai súlyát. Hozzátette, ma már ő is vállalhatatlannak tartja korábbi kijelentéseit.
2022. augusztus 19-én kilépett a Jobbikból.